# Laliczaj
Laliczaj(?) –  staropolskie imię męskie, złożone z członów Lali- (leli, czyli "kołysać się", przenośnie też "powoli") i -czaj ("spodziewać się, oczekiwać"). Mogło oznaczać "ten, który jest cierpliwy w oczekiwaniu".